# Латишовка
Латишо́вка (рос. Латышовка, ерз. Латышовка) — село у складі Кадошкінського району Мордовії, Росія. Адміністративний центр Латишовського сільського поселення.
Населення — 578 осіб (2010; 663 у 2002).
Національний склад станом на 2002 рік:
- татари — 95 %